# Spilarctia castanea
Spilarctia castanea là một loài bướm đêm thuộc phân họ Arctiinae, họ Erebidae.